# A 22-es csapdája (televíziós sorozat)
A 22-es csapdája (eredeti cím: Catch-22) 2019-ben bemutatott amerikai-olasz televíziós filmvígjáték–drámasorozat, melynek megalkotója és forgatókönyvírója Luke Davies és David Michôd alkotott. a sorozat Joseph Heller azonos című regénye alapján készült. Az epizódokat George Clooney, Grant Heslov és Ellen Kuras rendezte. A főbb szerepekben Christopher Abbott, Kyle Chandler, Hugh Laurie és George Clooney látható.
Az Amerikai Egyesült Államokban 2019. május 17-én vált elérhetővé a Hulun. Magyarországon 2020. május 18-tól elérhető szinkronosan az HBO Gon.

## Cselekmény
John Yossarian az Egyesült Államok hadseregének bombázója a második világháborúban. Dühös, hogy ártatlan emberek ezreit kell megölni, és hogy saját hadserege folyamatosan növeli a misszió számait. A 22-es csapdája a légierő összetartó elve. Mint kifejtette, ha egy pilóta azért színlel őrültséget, hogy ne kelljen életét kockára téve felszállnia, már azt bizonyítja, hogy normális.

## Szereplők

### Főszereplők
| Színész               | Szereplő                | Magyar hang          |
| --------------------- | ----------------------- | -------------------- |
| Christopher Abbott    | Yossarian               | Fehér Tibor          |
| Kyle Chandler         | Catchart ezredes        | Sarádi Zsolt         |
| Daniel David Stewart  | Milo                    | Czető Roland         |
| Rafi Gavron           | Aarfy                   | Gacsal Ádám          |
| Graham Patrick Martin | Orr                     | Jéger Zsombor        |
| Lewis Pullman         | Major Major Major Major |                      |
| Austin Stowell        | Nately                  | Szatory Dávid        |
| Pico Alexander        | Clevinger               |                      |
| Jon Rudnitsky         | MC Watt                 | Makranczi Zalán      |
| Gerran Howell         | Kid Sampson             | Szalay Csongor       |
| Hugh Laurie           | Coverly őrnagy          | Csere László         |
| Giancarlo Giannini    | Marcello                |                      |
| George Clooney        | Scheisskopf             | Szabó Sipos Barnabás |

### Mellékszereplők
| Színész           | Szereplő       | Magyar hang   |
| ----------------- | -------------- | ------------- |
| Kevin J. O’Connor | Korn alezredes | Seder Gábor   |
| Tessa Ferrer      | Nurse Duckett  | Solecki Janka |

### Magyar változat
- Magyar szöveg: Laki Mihály
- Hangmérnök: Böhm Gergely
- Vágó: Kránitz Bence
- Gyártásvezető: Újréti Zsuzsa
- Szinkronrendező: Csere Ágnes

## Epizódok
| Évad | Évad | Részek száma | Részek száma | Eredeti sugárzás | Eredeti sugárzás | Eredeti adó | Magyar sugárzás | Magyar sugárzás | Magyar adó |
| Évad | Évad | Részek száma | Részek száma | Évadbemutató     | Évadzáró         | Eredeti adó | Évadbemutató    | Évadzáró        | Magyar adó |
| ---- | ---- | ------------ | ------------ | ---------------- | ---------------- | ----------- | --------------- | --------------- | ---------- |
|      | 1.   | 6            | 6            | 2019. május 17.  | 2019. május 17.  |             | 2020. május 18. | 2020. május 18. |            |

### Első évad (2019)
| Sor. | Év. | Cím                 | Rendező        | Író                         | Premier                         |
| ---- | --- | ------------------- | -------------- | --------------------------- | ------------------------------- |
| 1.   | 1.  | 1. rész (Episode 1) | Grant Heslov   | Luke Davies és David Michôd | 2019. május 17. 2020. május 18. |
| 2.   | 2.  | 2. rész (Episode 2) | Ellen Kuras    | Luke Davies és David Michôd | 2019. május 17. 2020. május 18. |
| 3.   | 3.  | 3. rész (Episode 3) | Ellen Kuras    | Luke Davies és David Michôd | 2019. május 17. 2020. május 18. |
| 4.   | 4.  | 4. rész (Episode 4) | George Clooney | Luke Davies és David Michôd | 2019. május 17. 2020. május 18. |
| 5.   | 5.  | 5. rész (Episode 5) | Grant Heslov   | Luke Davies és David Michôd | 2019. május 17. 2020. május 18. |
| 6.   | 6.  | 6. rész (Episode 6) | George Clooney | Luke Davies és David Michôd | 2019. május 17. 2020. május 18. |

## A sorozat készítése

### Előkészületek
2014 körül Richard Brown producer Luke Daviest és David Michôd-ot kérte fel, hogy csináljanak egy minisorozatot, A törvény nevében című sorozathoz hasonlóan. Davies felhozta Heller regényét, amiben a trió egyet is értett. A regény filmjogait a Paramount Television birtokolta. Davies és Michôd együtt írták az adaptációt. A producerek George Clooney-t kérték fel a sorozat rendezésére.
2017. november 16-án jelentették be a sorozatot. 2018. január 12-én bejelentették, hogy Hulu tárgyalásokat folytat a sorozatért, és két nappal később megerősítették, hogy a sorozat hat epizódos megrendelést kapott. 2018. március 16-án tették közzé a hírt, miszerint Ellen Kuras csatlakozik Clooney-hoz és Heslovhoz a rendezésben. Mindhárman két-két részt rendeztek. 2018. május 7-én bejelentették, hogy az olasz Sky Italia társproducerként csatlakozik a produkcióhoz.

### Forgatás
A sorozat forgatása 2018 május végén kezdték el az olaszországi Szardíniában és Viterbobán. 2018. július 10-én George Clooney-t elütötte egy autó, miközben motorkerékpárral haladt a sorozat helyszíne felé. Egy olbiai kórházba vitték, ahol még aznap kiengedték. A forgatás 2018. szeptember 4-én fejeződött be az olaszországi Santa Teresa Gallurában.

### Repülőgépek
A sorozat forgatásához négy repülőgépet szereztek be: két észak-amerikai B–25 Mitchell közepes méretű bombázót, egy Douglas C-47 Skytrain katonai szállítórepülőgép és egy Junkers Ju 52 szállítórepülőgép.